# 洛普
洛普是德国石勒苏益格－荷尔斯泰因州的一个市镇。总面积8.34平方公里，总人口162人，其中男性78人，女性84人（2011年12月31日），人口密度19人/平方公里。